# Parfait-Louis Monteil
Parfait-Louis Monteil (París, 18 de abril de 1855 - Herblay-sur-Seine, 29 de septiembre de 1925) fue un militar y explorador colonial francés que realizó una expedición épica en África Occidental entre 1890 y 1892, viajando hacia el este desde Senegal hasta el lago Chad, y luego hacia el norte a través del Sahara hasta alcanzar Trípoli el 10 de diciembre de 1892, veintisiete meses después de su partida.

## Biografía

### Primeros años
Monteil era el hermano mayor de Charles Monteil (1871-1949), quien se convirtió en un distinguido etólogo.Bachiller en ciencias en 1873, Parfait-Louis fue admitido en la Escuela Especial Militar de Saint-Cyr en 1874. Se graduó en 1876 y eligió el arma de Infantería de marina. Fue destinado como subteniente del primer regimiento en guarnición en Cherburgo. A petición suya fue enviado a Senegal en 1877. Fue destinado a la dirección política de los negocios en Senegal, siendo nombrado capitán y caballero de la Legión de Honor. En Senegal sus deberes incluían realizar levantamientos cartográficos.
En 1884 fue nombrado miembro de la Sociedad de Geografía de París y en 1886 se convirtió en funcionario de la sociedad. Fue influenciado por el antiguo gobernador de Senegal, Louis Faidherbe, a quien visitaba regularmente a mediados de la década de 1880 en su apartamento, pues Faidherbe estaba confinado por parálisis.
Monteil sirvió en el protectorado francés de Annam, ahora parte de Vietnam, de 1886 a 1888. Luego pasó un tiempo investigando un proyecto ferroviario para unir Bafoulabé y Bamako en Senegal, antes de emprender su gran viaje por África Occidental en 1890.

### Contexto político

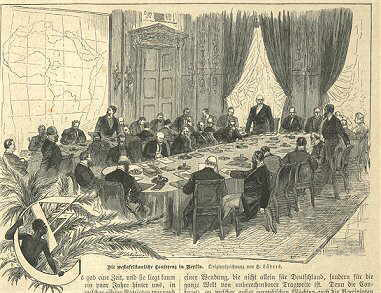
La conferencia de Berlín (1884-1885)

Francia, Gran Bretaña, Alemania, Portugal e Italia llegaron a un amplio acuerdo sobre la forma en que dividirían el continente africano en la Conferencia de Berlín de 1884-1885. Francia consiguió la primacía en la mayor parte de África occidental, desde Argelia y Túnez hacia el sur a través del Sahara y el Sahel hasta la sabana sudanesa. Las otras potencias podían extender sus colonias costeras hacia el norte desde el golfo de Guinea hacia el interior. En el caso de Gran Bretaña, esas colonias eran Gambia, Sierra Leona, Gold Coast (ahora Ghana), la colonia de Lagos y el territorio reclamado por la Royal Niger Company.
El 5 de agosto de 1890, los británicos y los franceses concluyeron un acuerdo para aclarar la frontera entre el África Occidental Francesa y lo que se convertiría en Nigeria. Gran Bretaña adquiriría todos los territorios hasta el califato de Sokoto incluido, mientras que los franceses tomarían las tierras más al norte. Sin embargo, desconocían la extensión del califato de Sokoto. Monteil se encargó de una expedición para descubrir sus límites septentrionales.

### De Senegal a Trípoli vía Chad

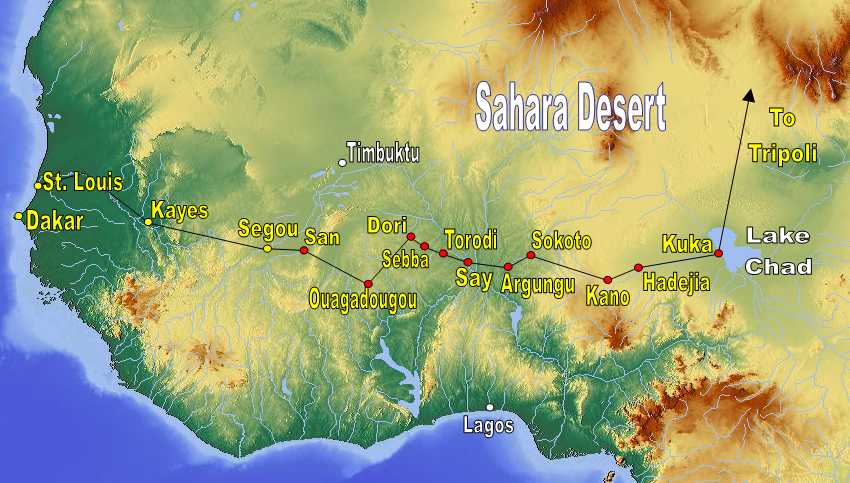
Mapa de África occidental que muestra la ruta general tomada por Parfait-Louis Monteil durante su expedición de 1890-1892. La ruta al lago Chad fue principalmente a través de la sabana sudanesa, pastizales con árboles dispersos al sur del Sahel más seco.

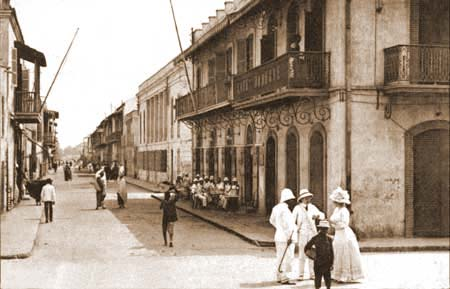
Colonial Saint Louis c. 1900. Europeos y africanos en la rue Lebon.

El coronel Monteil y un pequeño grupo de franceses se embarcaron en Burdeos y llegaron a Dakar en septiembre de 1890. Viajaron en tren por la costa hasta St. Louis, donde contrataron a porteadores y tirailleurs. Continuaron su viaje por el río Senegal en vapor, llegando en octubre de 1890 a Kayes, donde adquirieron equipo y caballos. Monteil llegó por tierra al río Níger, en Bamako. Siguió en diciembre por el río hasta Segú, en la parte superior del río Níger, el último puesto de avanzada de los franceses en Sudán. Se sabía que los países del este eran musulmanes, y se rumoreaba que eran ricos en oro, esclavos y marfil, pero eran territorio desconocido para los europeos.

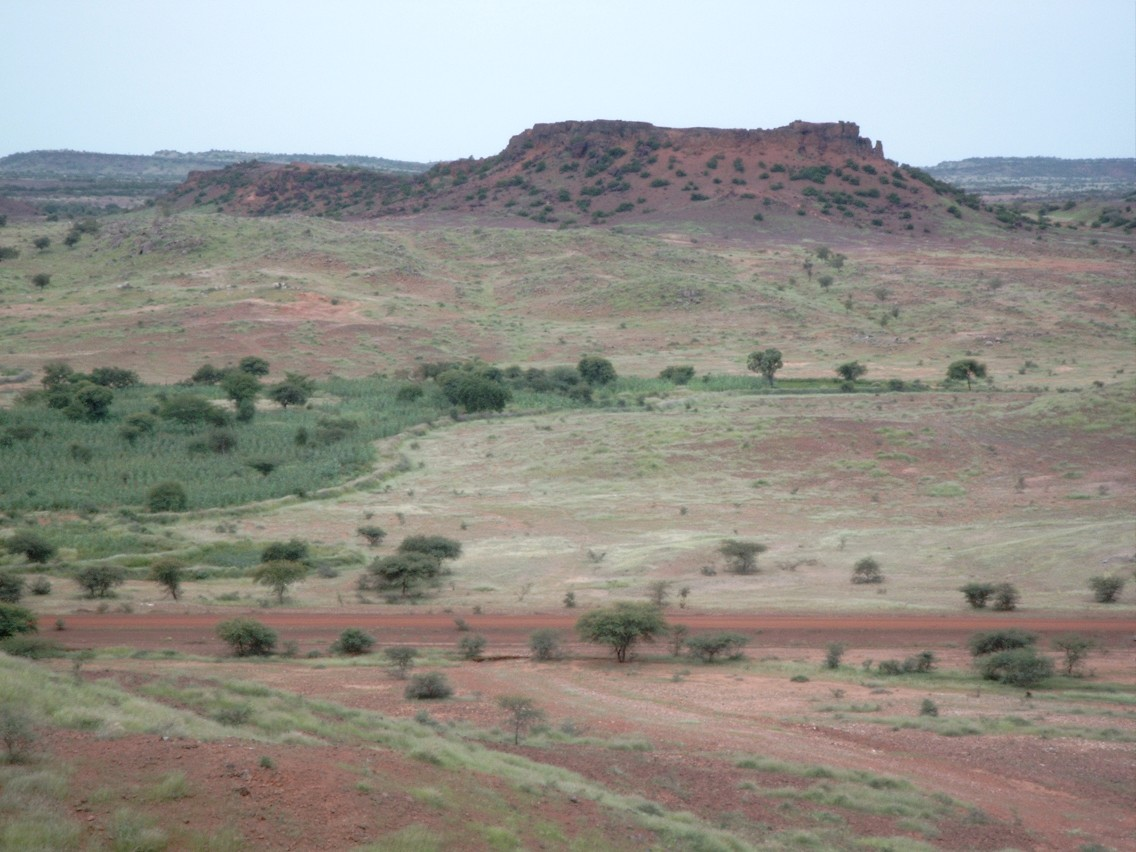
Paisaje entre Dori y Yalgo

Monteil partió hacia el este, obteniendo generalmente una acogida amistosa y firmando tratados de amistad, aunque padeciendo calor, mosquitos y falta de agua potable. El  almami de San firmó un tratado de paz colocando la ciudad bajo protección francesa. Monteil elogió el centro de caravanas en San, señalando que las transacciones se podían realizar con total seguridad, sin impuestos sobre las importaciones, exportaciones o ventas.
El explorador francés Fernand Quiquandon le proporcionó abundante información sobre los territorios de África Occidental que había recorrido. Al ingresar Monteil en lo que ahora es Burkina Faso, Monteil quería que Wobogo, el Mogho Naba de Mossy y gobernante de Uagadugú, aceptara un protectorado francés. Wobogo se negó a recibirlo y se vio obligado a marcharse apresuradamente. Llegó a Dori, la capital de Liptako, en mayo de 1891, en un momento en que el Amiirou, llamado Amadou Iisa, estaba muriendo, y se vio envuelto en una disputa por la sucesión. Monteil comenzó a negociar un tratado con los seguidores de Issa, hijo de Amiirou y siguiente en la línea, pero el sobrino de Amiirou, Sori, logró obtener el apoyo necesario para convertirse en el siguiente gobernante.

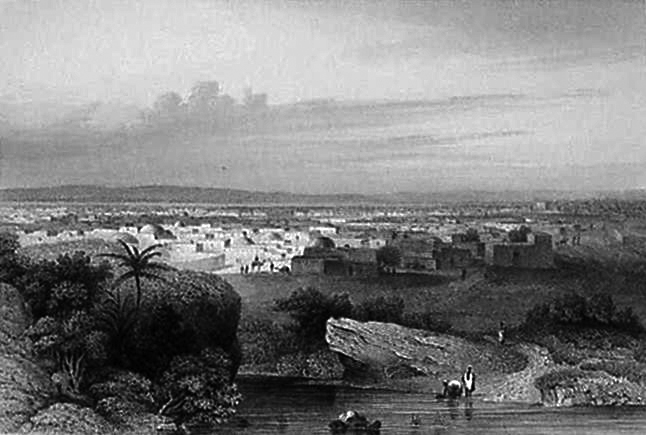
Plancha en acero grabado de 1850 de Kano

En junio, Monteil pasó a Sebba, capital de Yagha, donde después de un pago considerable al gobernante «codicioso» se acordó otro tratado. Desde allí viajó vía Torodi hasta Say, una gran ciudad comercial en el río Níger, y luego a Sokoto a través del triángulo de Argungu. Observó que el Kebbi emirato de Argungu era independiente del califato de Sokoto. Esto más tarde se convirtió en un punto de disputa entre las autoridades francesas y británicas. Además, encontró poca evidencia de que la Compañía Real de Níger estuviera presente en la región como afirmaba, aparte de algunos puestos comerciales en el Emirato de Gwandu al sur de Argundu.
Monteil fue bien recibido por el califa de Sokoto, Abd ar-Rahman dan Abi Bakar, quien en ese momento estaba en guerra con el emir de Argungu. Firmó un tratado con el califa en octubre de 1891 y le obsequió sedas, brocados, caftanes bordados y dinero. Dijo que el estado del califato era precario cuando lo visitó, pero puede haber sobreestimado los efectos combinados de la guerra y el reciente ascenso de un gobernante impopular.
Monteil viajó desde Sokoto hasta el importante centro comercial de Kano, donde arribó el 28 de noviembre de 1891; luego, a través de Hadejia, llegó finalmente hasta el lago Chad. El 9 de abril de 1892 llegó a Kuka, en la orilla del lago, donde fue recibido por un grupo de ciento cincuenta jinetes ataviados con coloridos trajes, con sus caballos vestidos con gualdrapas acolchadas. Los jinetes cargaron contra él con las lanzas en alto, deteniéndose en el último momento, en señal de respeto y también de coraje.
Intercambió cortesías con el sultán de Bornu y fue su invitado durante varios meses mientras exploraba el país alrededor del lago, y mientras el sultán intentaba obtener más obsequios a cambio de un salvoconducto.

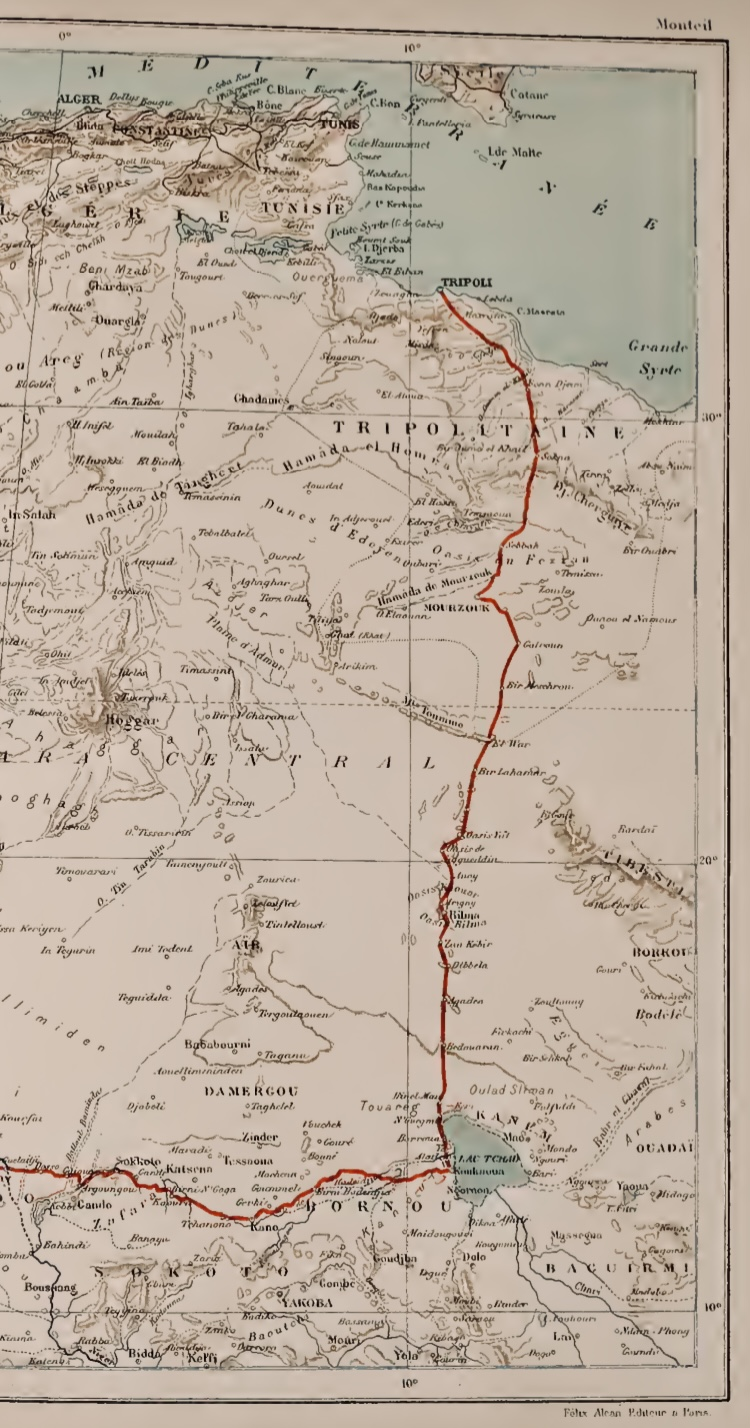
Mapa de la ruta de Monteil desde Trípoli-Murzuk-lago Chad, publicado en 1895

Cuando finalmente se le permitió partir, viajó hacia el norte a través del Sahara hasta Trípoli, llegando al Mediterráneo el 10 de diciembre de 1892. Su viaje había ayudado mucho a aclarar a los europeos, y a Francia en particular, la geografía y la política de la región. En los 15 años siguientes, casi todo el territorio que Monteil había visitado estaba firmemente bajo control colonial.

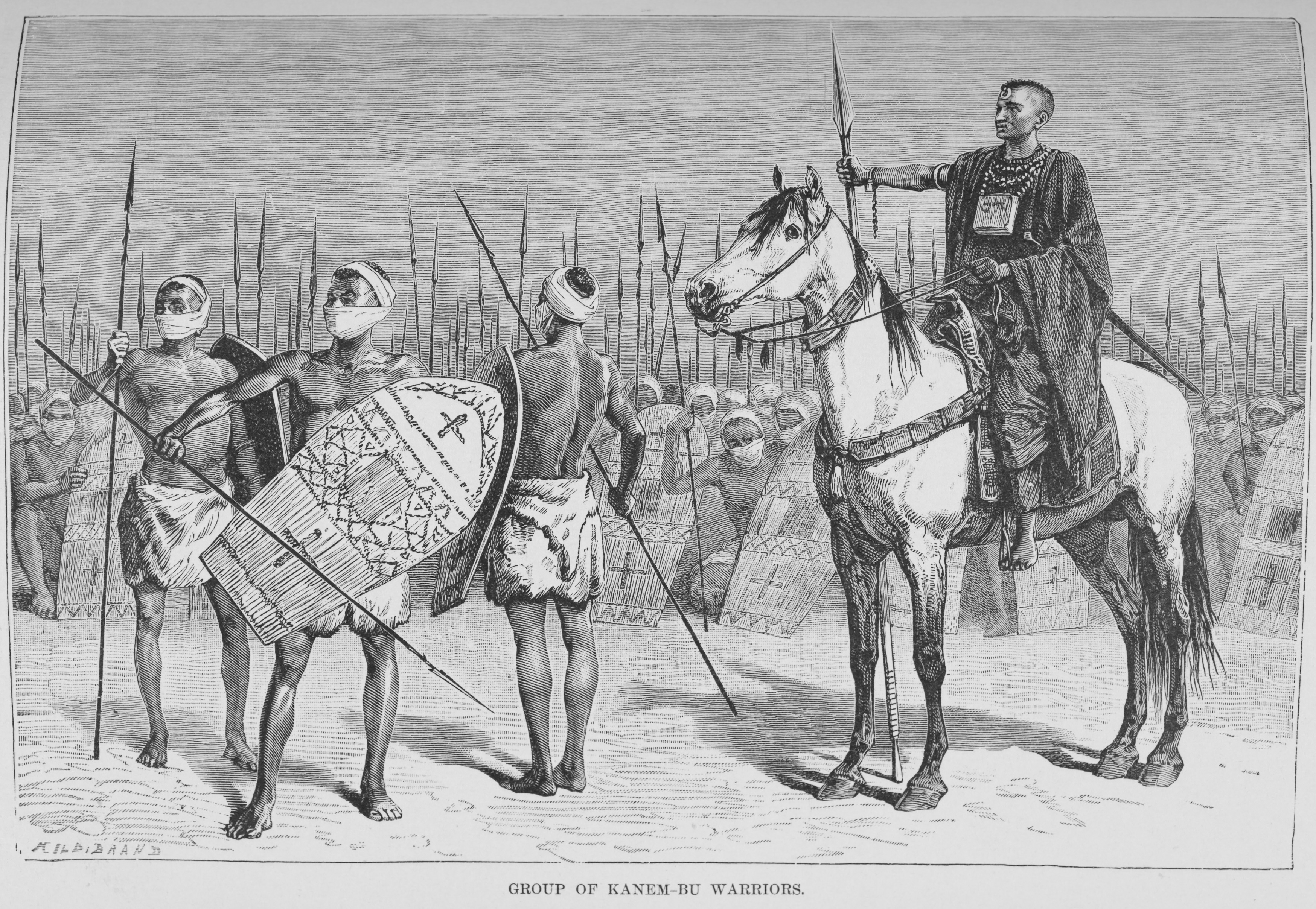
Guerreros kanembu de Bornu y su jefe montado en una ilustración del libro de H. Barth, Travels and Discoveries. Vol III, 1857.

### Carrera posterior
Después del regreso de Monteil a Francia, en 1893 la Sociedad de Geografía de París le otorgó la Gran Medalla de Oro por su libro que registra el viaje.
La exitosa expedición a través de África occidental impresionó al estadista Théophile Delcassé, quien llevó a Monteil a reunirse con el presidente de Francia, Sadi Carnot, el 4 de mayo de 1893. Carnot quería que Monteil emprendiera una expedición a Fashoda en el alto Nilo, pero el 30 de mayo Delcassé lo envió al Congo francés para reforzar Haut-Oubangui (ahora República Centroafricana) contra las intrusiones belgas.
Llegó al puerto de Luango en agosto de 1894, planeando viajar primero a Ubangi y luego al Nilo. Sin embargo, antes de partir hacia el interior, fue reasignado urgentemente a Costa de Marfil para ayudar a lidiar con la amenaza del imán-guerrero Samori Touré. Una grave herida, recibida durante la guerra contra Samory Touré, puso fin a su carrera militar.
En septiembre de 1894 dirigió una expedición al país de los baoulé en Costa de Marfil, llegando a Tiassalé en diciembre antes de ser rechazado por una feroz oposición al norte de la ciudad. El gobernador del Sudán francés, Albert Grodet, asumió parte de la culpa del fiasco.
Posteriormente, Monteil intentó sin éxito entrar en política. Nacionalista antidreyfusard, fue miembro de la Liga de la Patria Francesa y dirigió la Liga de Intereses de Defensa Nacional. Sin embargo, tuvo poco éxito en la política, fracasando en las elecciones legislativas de 1898 y luego en las elecciones presidenciales de 1899. También se vio envuelto en la colonización del sur de Tunicia.
Un artículo publicado en 1949 en la Revue Défense nationale trazó su aventura africana.
Los papeles personales del coronel Parfait-Louis Monteil se conservan en los  Archivos Nacionales con el símbolo 66AP: Inventaire du fonds 66AP.

## Obras selectas
- Monteil, Parfait-Louis (1882). Voyage d'exploration au Sénégal [Voyage of Exploration in Senegal] (en francés). Paris: Papeet.
- Monteil, Parfait-Louis (1884). En France et aux colonies, vade-mecum de l'officier d'infanterie de marine [Handbook of an Officer of the Marine Infantry] (en francés). Paris: Baudoin et Cie.
- Monteil, Parfait-Louis (1894). De Saint-Louis a Tripoli par le Lac Tchad, Voyage au Travers du Soudan et du Sahara Accompli Pendant les Années 1890-91-92 [From Saint-Louis to Tripoli via Lake Chad...] (en francés). Paris: Félix Alcan.
- Barth, Heinrich; Voulet, Paul; Monteil, Parfait-Louis (1897). Textes anciens sur le Burkina (1853–1897) [Ancient Texts on Burkina (1853–1897)] (en francés). Paris: Sépia.
- Monteil, Parfait-Louis (1902). Une page d'histoire coloniale : la colonne de Kong, 1895 [A Page of Colonial History: The Colony of Kong, 1895] (en francés). Paris: Henri Charles-Lavauzelle.
- Monteil, Parfait-Louis (1924). Quelques feuillets de l'histoire coloniale [Some Pages of Colonial History] (en francés). Paris: Société d'éditions géographiques maritimes et coloniales.